# ديوان العزيز
ديوان العزيز هو مجلس الخليفة، كما كانت في التاريخ الأحدث تسمى الحكومة العثمانية بالباب العالي، ولعل الأخير تطور من ديوان العزيز، وكان يرأس المجلس وزير الدولة ولهذا سُمي مجلس العزيز - الوزير سابقًا يشبه رئيس الوزراء في الدول البرلمانية اليوم - وكان رؤساء الدواوين المختلفة يسمون بصدر الديوان، ويرأسهم جميعًا وزير الدولة. وقد كان الديوان يُسمى أحيانًا بديوان الخلافة أو يُقرن باسم الخليفة مثل الديوان المعتصمي.

## مناصب الديوان
كانت الدواوين عمومًا، يرأسها صدر الديوان، ويقوم بتفتيشها ومعرفة عملها الناظر أو المفتش.